# Air Do
AIR DO (エア・ドゥ, Ea Du), també coneguda com a Hokkaido International Airlines (北海道国際航空株式会社, Hokkaidō Kokusai Kōkū Kabushiki-gaisha, Línies Aèries Internacionals de Hokkaido) és una aerolínia regional amb seu a Sapporo, Hokkaido que duu a terme vols domèstics entre Hokkaido i l'illa de Honshu en cooperació amn All Nippon Airways. Les seues bases principals es troben al Nou Aeroport de Chitose, a Chitose i a l'Aeroport Internacional de Tòquio, a Ōta.

## Història
Hokkaido International Airlines va ser fundada l'any 1996 per Teruo Hamada, un empresari emprenedor de Hokkaido poc després que el govern japonés aprovara una política de liberalització del transport aèri domèstic que permetia decidir les tarifes a les empreses i no al govern. La intenció de Hamada era crear una aerolínia de baix cost per tal de competir amb les grans del Japó (JAL, ANA, JAS) en els vols domèstics entre Hokkaido i Tòquio. Algunes empreses que participaren en la creació de l'aerolínia foren Kyocera, Assegurances de Foc i Marines de Tòquio i Forces Elèctriques de Hokkaidō entre d'altres. El govern de Hokkaidō i algunes corporacions municipals també van col·laborar amb l'objectiu de tindre unes comunicacions aèries més barates que repercutiren en turisme.
La companyia va iniciar la seua activitat amb un vol Tòquio-Sapporo el desembre de 1998 fent servir la marca Air Do. Tot i l'èxit inicial gràcies a les seues tarifes, aviat les demés aerolínies feren el mateix i Air Do va començar a patir pèrdues. El Govern de Hokkaidō va injectar diners a l'empresa l'any 2000 posant també a càrrecs elegits pel govern al front de l'empresa. El 2002, no obstant, i després de la negativa del govern prefectural de destinar més recursos econòmics, l'empresa va entrar en un procés de reestructuració.
Air Do va rebre una nova ijecció de capitals anònima gestionada pel Banc de Desenvolupament del Japó, injecció amb majoria de capital de All Nippon Airways. Això va suposar l'inici de la cooperació entre Air Do i ANA, inclosa la utilització dels codis de vol d'ANA en vols operats per Air Do i el prèstec de dos avions Boeing 737 i 767 propietat d'ANA. El fons d'inversió es dissolgué el 2008 passant a ser el BDJ i ANA a més d'altres inversors copropietaris directes d'Air Do.
L'empresa va canviar el seu nom oficial a Air Do l'octubre de 2012. El desembre de 2014 l'empresa va ser sancionada pel govern del Japó per ascendir i promoure a pilot a un treballador amb poques hores de vol i insuficient instrucció. A cauda d'això, l'empresa va suspendre les seues rutes menys transitades a Niigata, Toyama, Fukushima i Komatsu.

## Destinacions
Tots els vols d'Air Do són domèstics, és a dir, dins del Japó. Tot i el que puga semblar pel nom oficial de la companyia ("Hokkaido International Airlines"), Air Do només fa vols domèstics, tant entre aeroports de Hokkaido com de la resta del Japó.(Aug. 2015)
| Prefectura | Ciutat          | Nom de l'aeroport                |
| ---------- | --------------- | -------------------------------- |
| Hokkaido   | Asahikawa       | Aeroport d'Asahikawa             |
| Hokkaido   | Hakodate        | Aeroport de Hakodate             |
| Hyogo      | Kobe            | Aeroport de Kobe                 |
| Hokkaido   | Kushiro         | Aeroport de Kushiro              |
| Aichi      | Nagoya          | Aeroport Internacional de Chubu  |
| Hokkaido   | Obihiro         | Aeroport de Tokachi-Obihiro      |
| Hokkaido   | Ōzora           | Aeroport de Memanbetsu           |
| Hokkaido   | Sapporo-Chitose | Nou Aeroport de Chitose          |
| Miyagi     | Sendai          | Aeroport de Sendai               |
| Tòquio     | Ōta             | Aeroport Internacional de Tòquio |

## Flota
Aquesta és la flota en actiu d'Air Do a desembre de 2019:

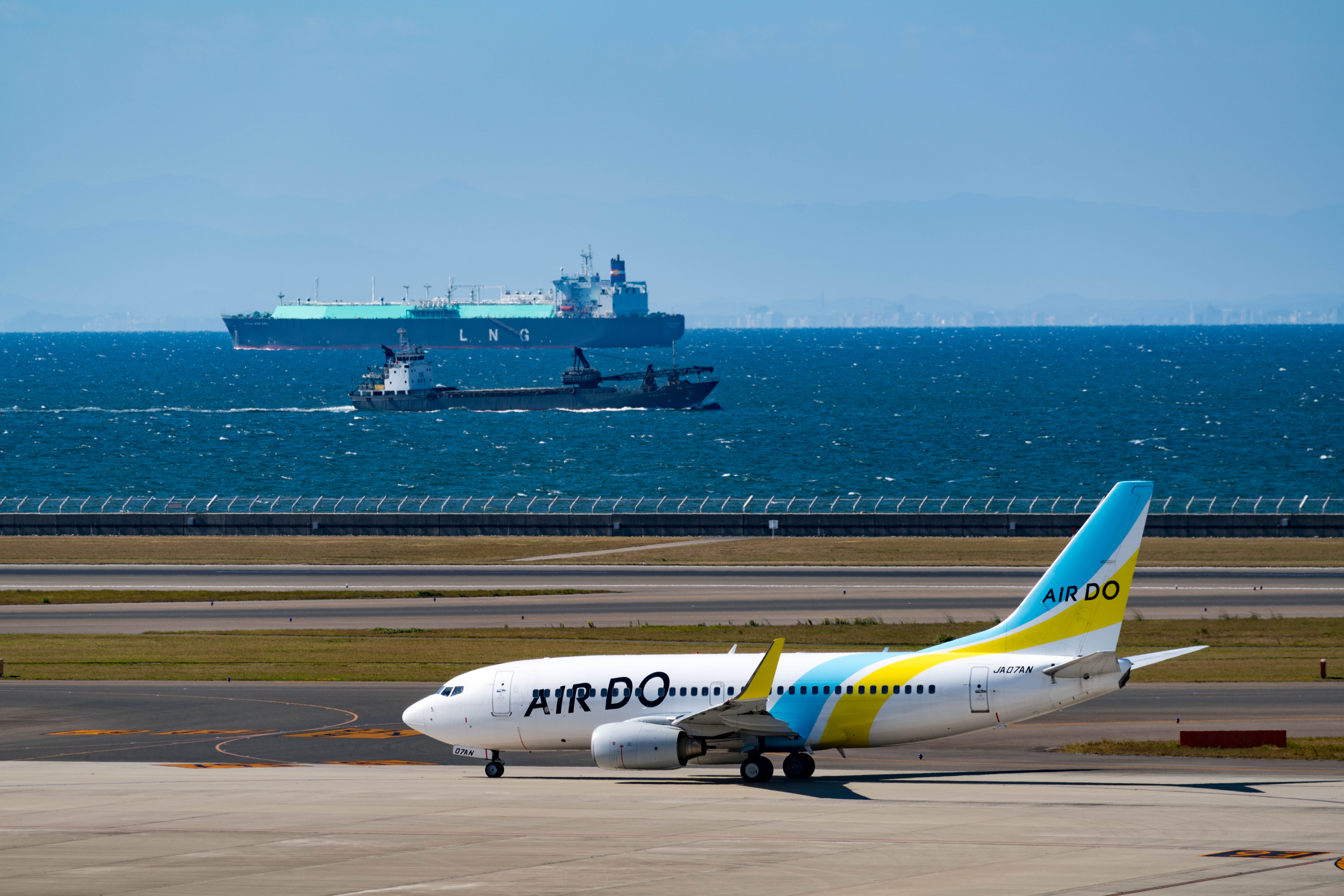
Un Boeing 737-700 d'Air Do a l'Aeroport Internacional de Chubu, Nagoya. (2015)
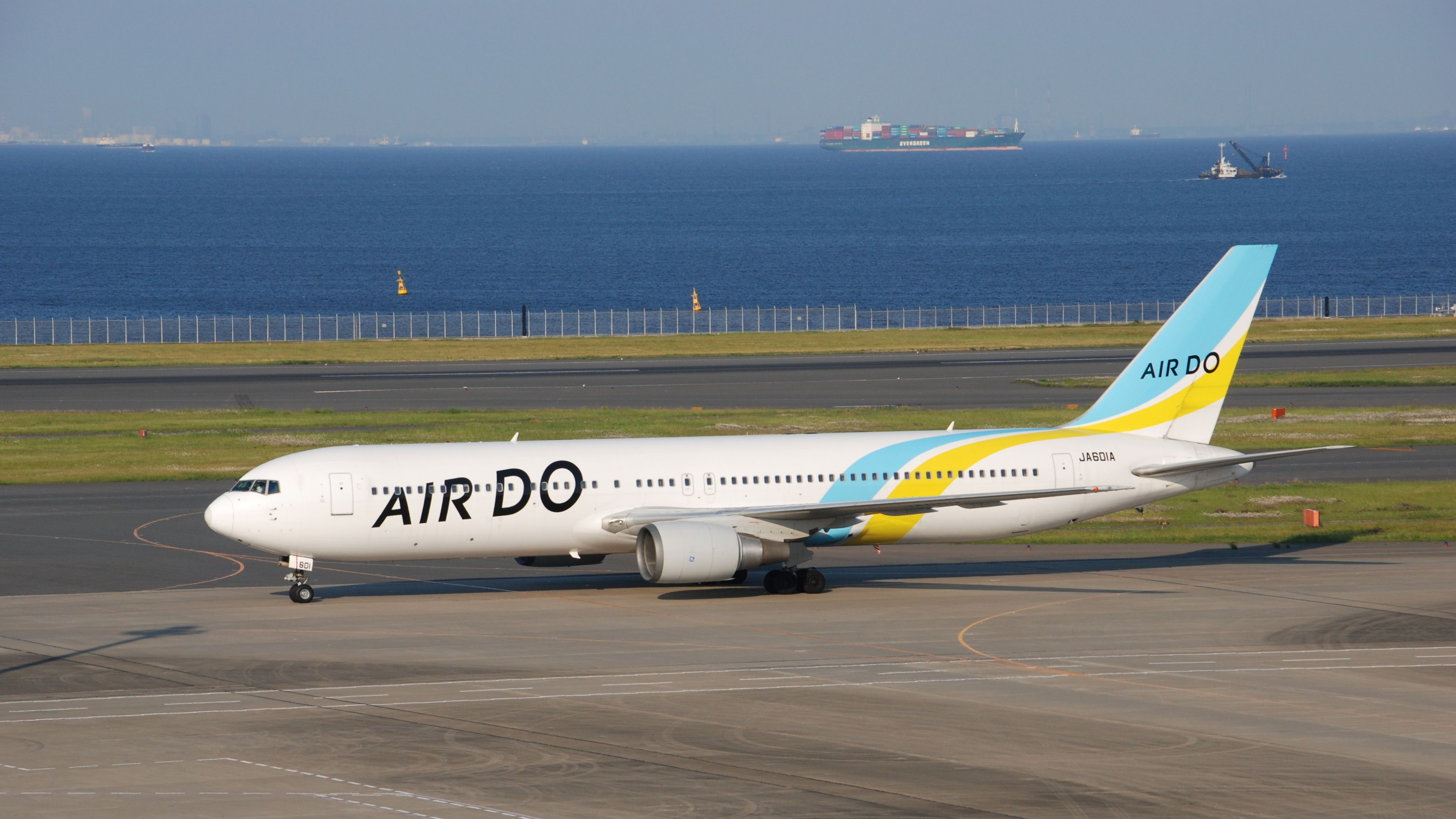
Un Boeing 767-300 d'Air Do a l'Aeroport Internacional de Tòquio, Tòquio. (2014)
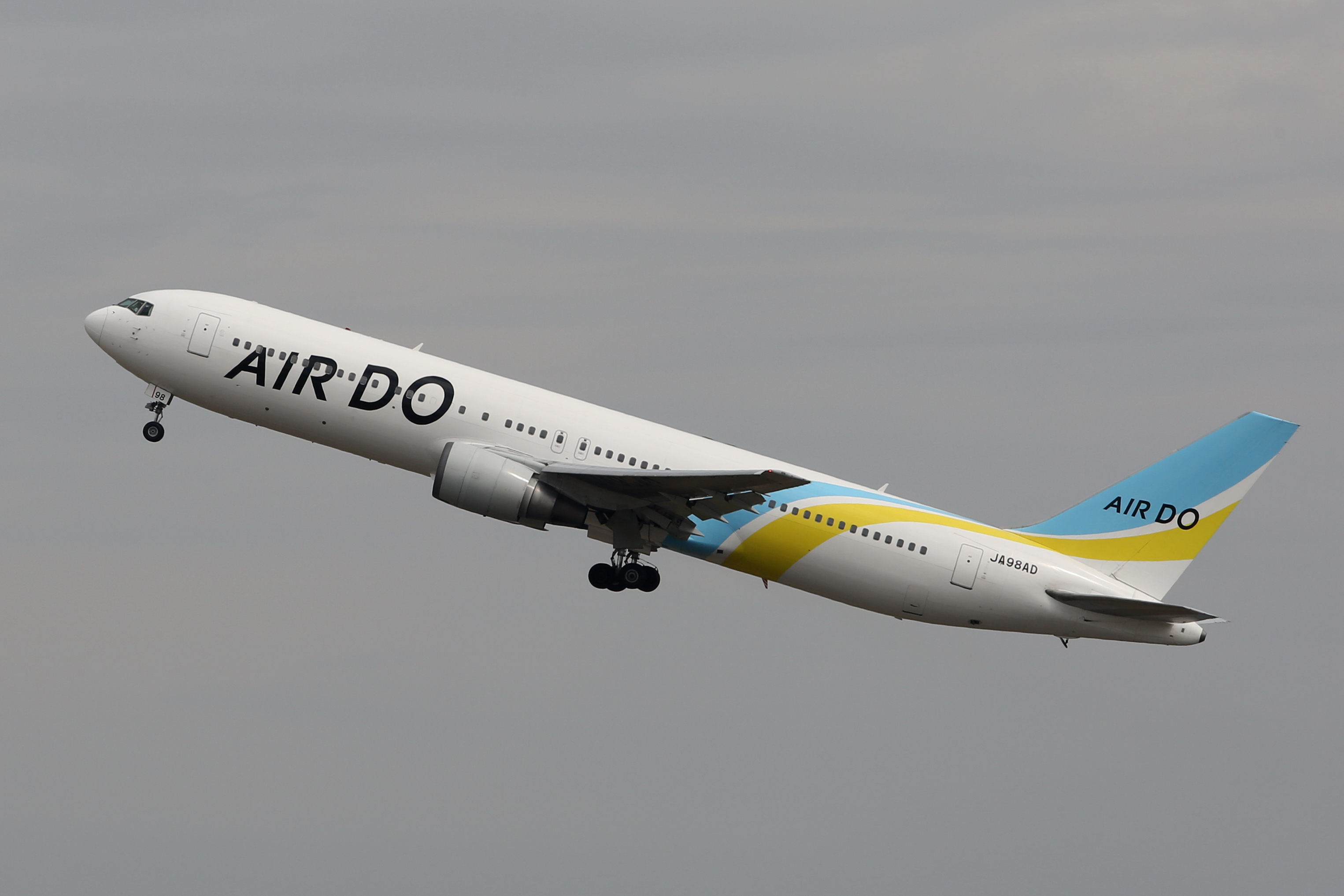
Un Boeing 767-300 ER d'Air Do despegant a l'Aeroport Internacional de Tòquio. (2016)

### Antics models
Air Do va fer servir els següents models en el passat a setembre de 2018:

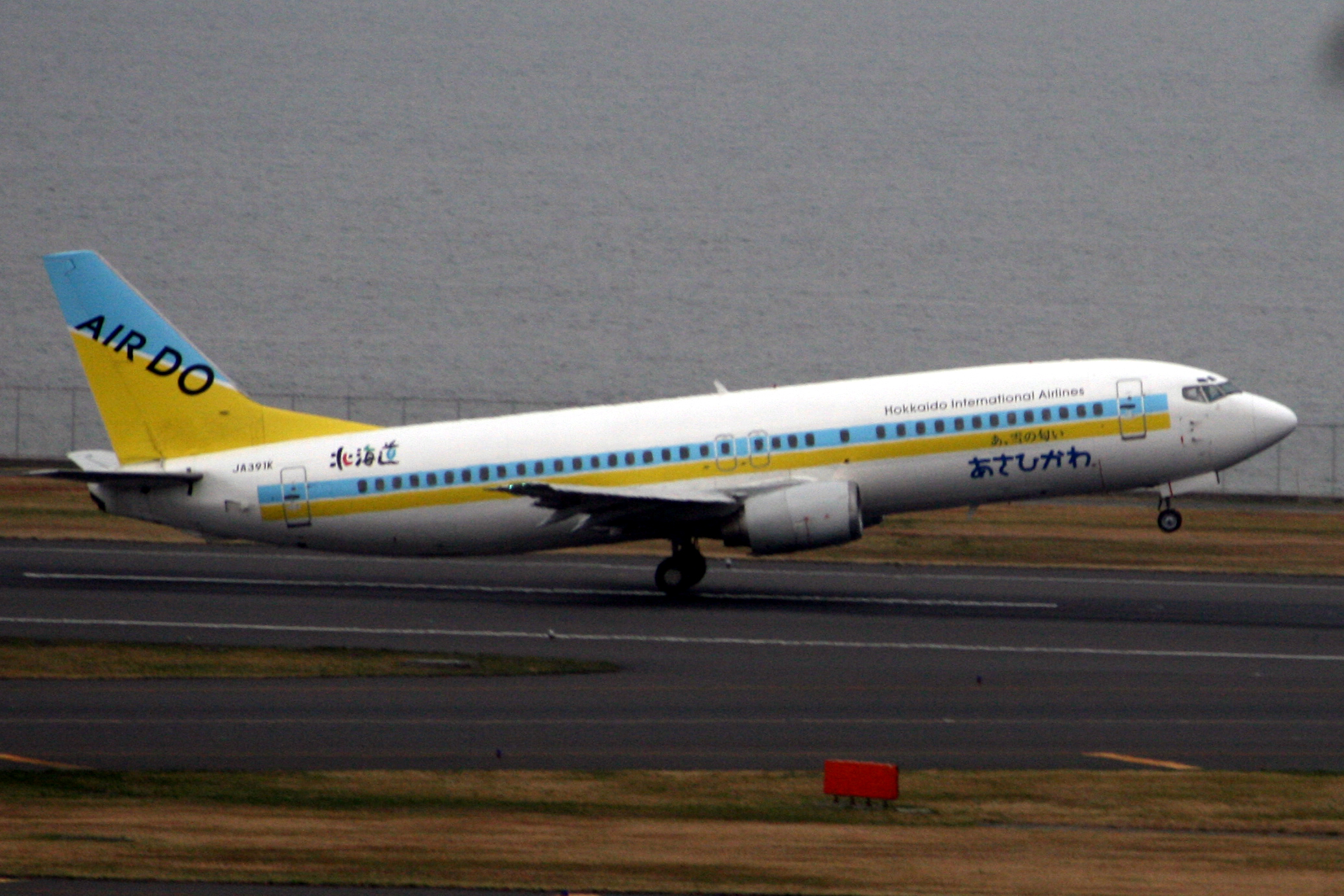
Un Boeing 737-400 d'Air Do despegant a l'Aeroport Internacional de Tòquio. (2006)
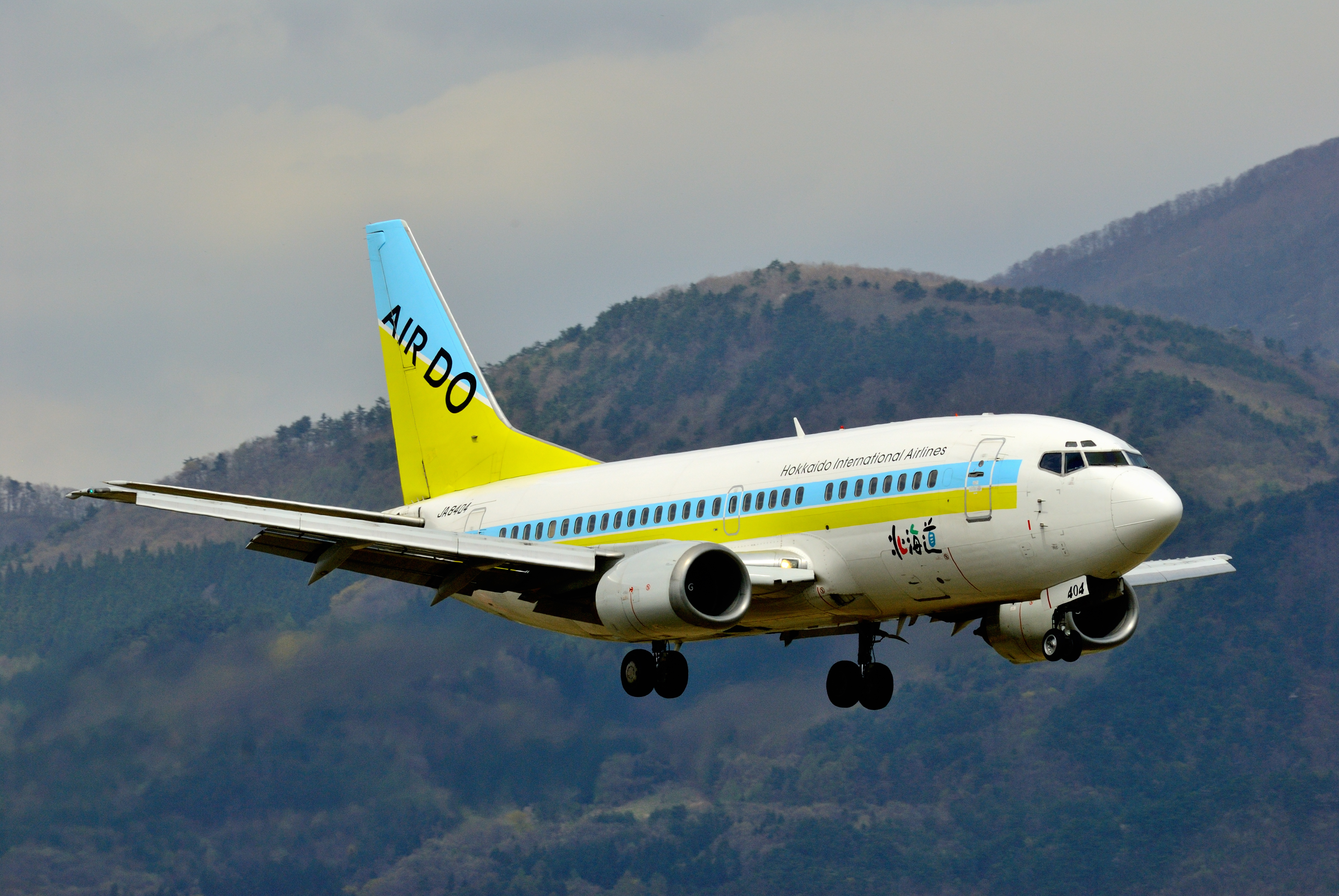
Un Boeing 737-500 d'Air Do aterrant a l'Aeroport de Yamagata, Yonezawa. (2011)
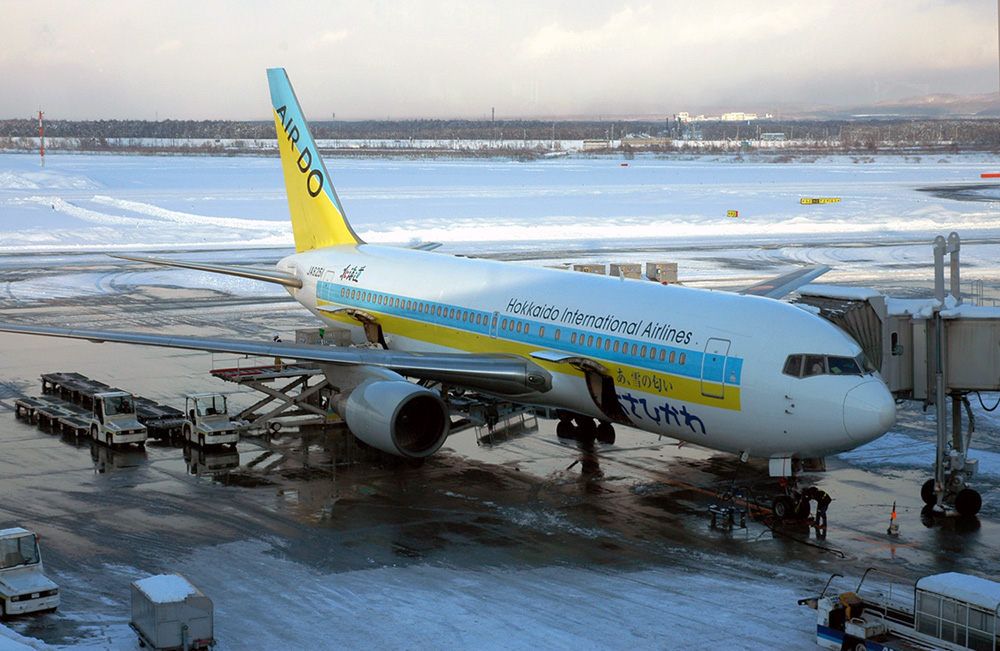
Un Boeing 767-200 d'Air Do al Nou Aeroport de Chitose, Chitose. (2004)
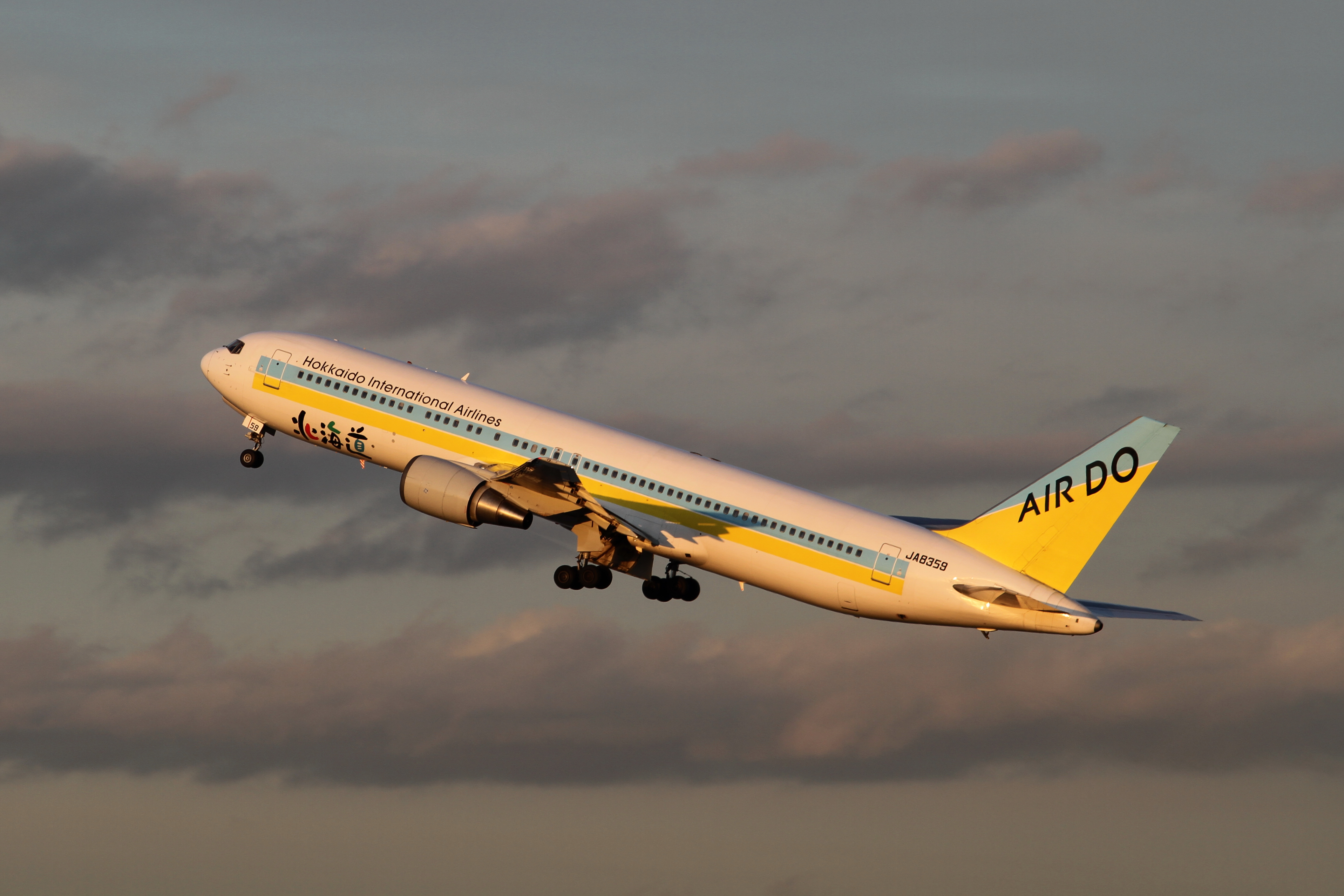
Un Boeing 767-300 d'Air Do a l'Aeroport Internacional de Tòquio. (2011)